# Târnava (Dolj)
Târnava es una localidad rumana de la comuna de Radovan, en el condado de Dolj.

## Toponimia
El nombre del lugar puede encontrarse escrito con las grafías Tîrnava y Târnava.

## Historia
Hacia finales del siglo XIX, la localidad, que ya por entonces pertenecía al condado de Dolj, formaba parte de la antigua comuna de Vîrvorul y tenía contabilizada una población de 549 habitantes.
En la segunda mitad del siglo XX había pasado a formar parte de la comuna de Radovan. En el censo de 2021 la localidad tenía una población de 183 habitantes.